# 203 특별수사대
203 특별수사대는 2001년 11월 7일부터 2002년 8월 21일까지 방영된 대한민국의 KBS 2TV에서 방영된 시추에이션 드라마이며 해당 작품 종영 1시간 뒤에 2TV 일일드라마가 편성되어 "드라마 중복 편성"이란 지적을 받아왔고 시대가 변함에 따라 방송이 변해야 함에도 과거의 성공적인 틀에 기댔던 안일한 접근방식에 문제가 있었다는 지적이 제기됐으며 2002년 가을개편에 앞서 폐지됐다.

## 기획 의도
본격 과학 수사 드라마로 첨단 과학 수사를 표방하는 특별수사대의 활약상을 그린 드라마이다.

## 등장인물
- 김갑수 - 강영준 역
- 임대호 - 마수정 역
- 김정균 - 조석숭 역
- 이승신 - 서유진 역
- 안홍진 - 박충신 역
- 이자영 - 윤혜인 역
- 임경옥 - 부검의 역 (중도합류)[4]

## 에피소드 목록
제1화 죽은자의 독백
제2화 날개없는 추락
제3화 인형의 비밀
제4화 마지막 술잔
제5화 그림자의 질투
제6화 죽은자의 노래
제7화 표적
제8화 그들의 종착역
제9화 흔적
제10화 거미 여인
제11화 해바라기
제12화 덪
제13화 매듭
제14화 약속
제15화 장미의 눈물
제16화 나를 닮은 너
제17화 진실게임
제18화 가면
제19화 진실
제20화 황사바람
제21화 증언
제22화 신기루
제23화 카인의 웃음소리
제24화 비밀의 눈
제25화 미로
제26화 금지된 사랑
제27화 기억의 파편
제28화 위험한 비상구
제29화 어둠속의 유혹
제30화 인연
제31화 이방인
제32화 바람처럼
제33화 악연(최종회)

## 같이 보기
- 형사 25시 (1986년 ~ 1990년)
- 수사반장 (MBC, 1971년 ~ 1989년)

1. ↑  김고금평 (2002년 2월 27일). “드라마 과잉... "부작용 커"”. 세계일보. 2022년 1월 25일에 확인함.
2. ↑  유상우 (2003년 11월 6일). “SBS '형사', 범인들 잡으러 나간다!”. 뉴시스. 2022년 1월 25일에 확인함.
3. ↑  조재영 (2002년 8월 30일). “<과학수사 드라마, 갈 길 멀다>”. 연합뉴스. 2022년 1월 25일에 확인함.
4. ↑  “임경옥 '203특별수사대' 합류”. 매일경제. 2002년 7월 8일. 2022년 1월 25일에 확인함.